# Pròtesi (Antiga Grècia)

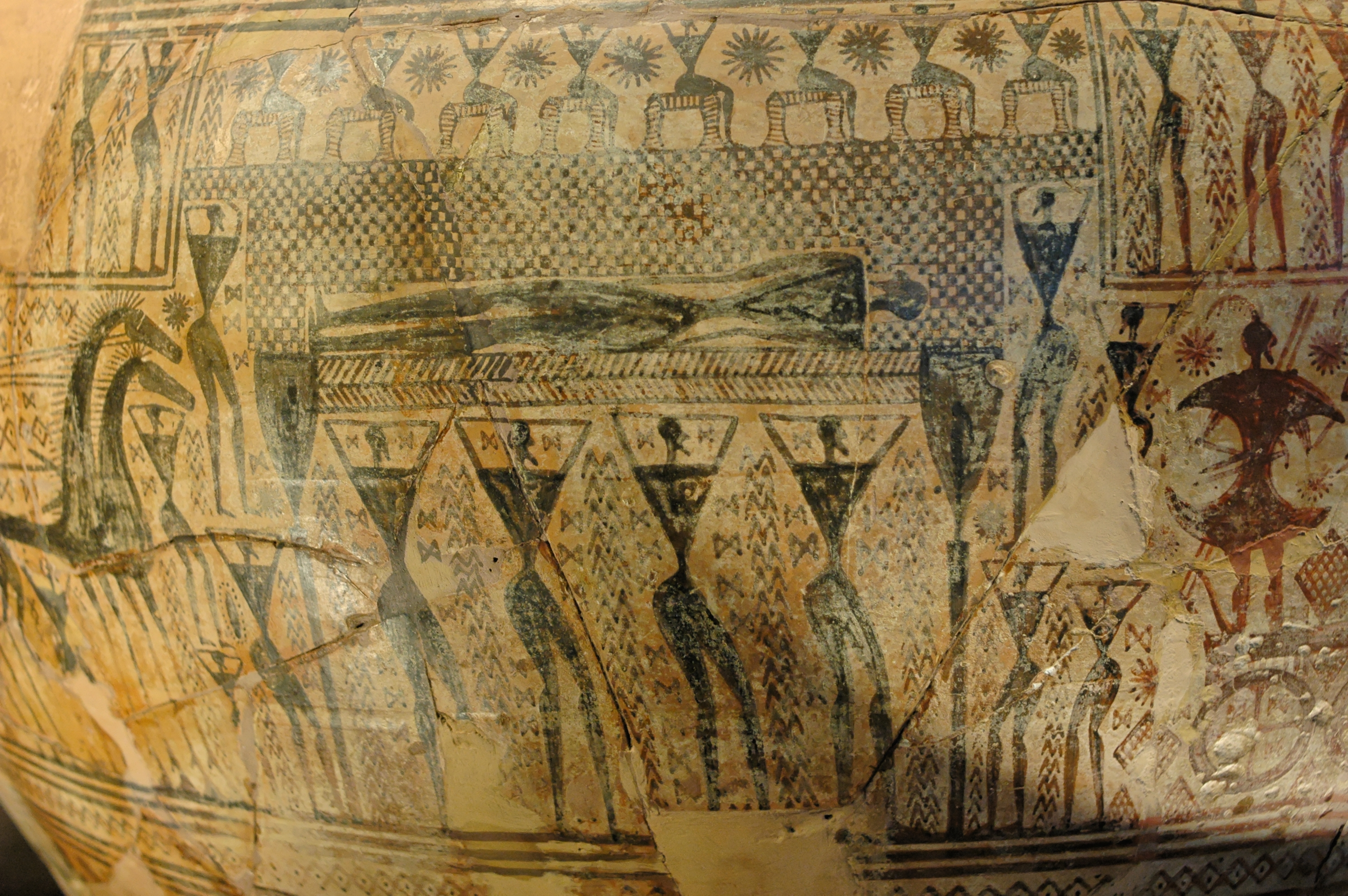
Escena de pròtesi que representa un difunt al seu llit fúnebre envoltat de ploramorts en un crater del Mestre del Dípilon, c. 750 ae (Museu del Louvre, A 517)

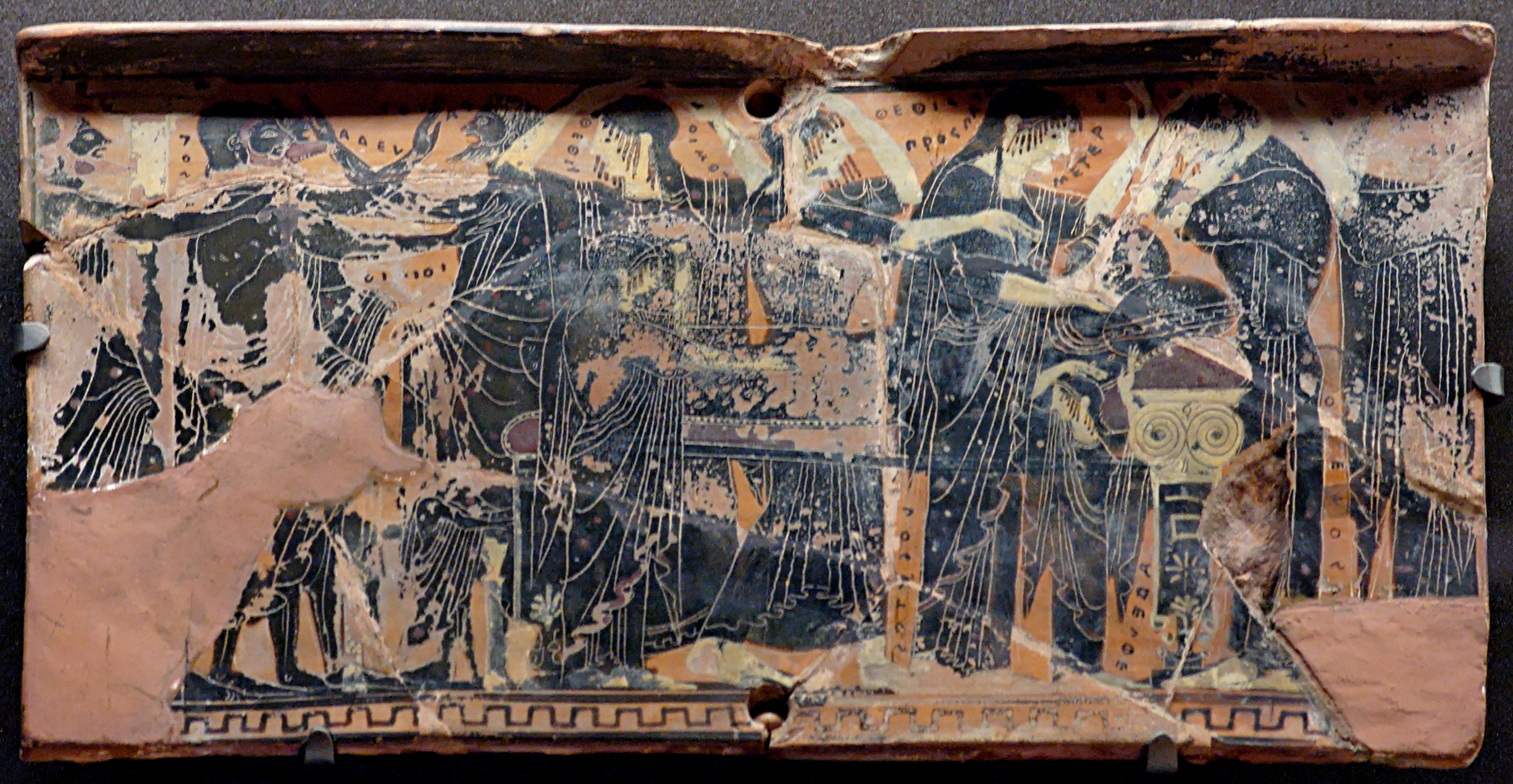
Pínax àtic de figures negres amb escena de pròtesi, c. 500 ae, Museu del Louvre

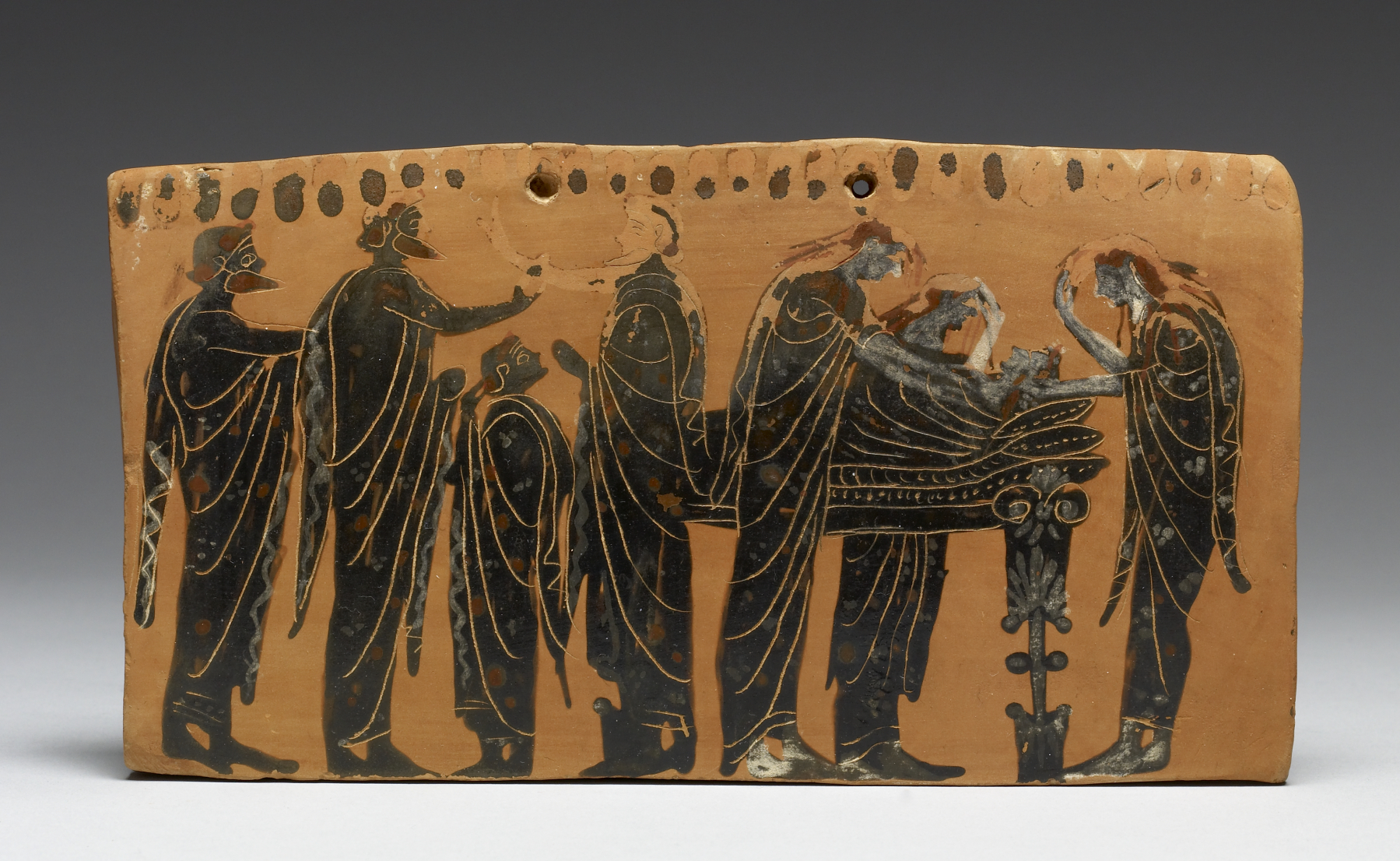
Pròtesi en un pínax de figures negres del Pintor de Gela. Segona meitat del ae, Walters Art Museum, Baltimore

Una pròtesi, pròcesi o próthesis (del grec antic: πρόθεσις, próthesis, de πρό, 'davant, en comptes de' i θεσις 'el conjunt, el lloc'), en l'Antiga Grècia era l'acte d'exposició del cos d'una persona morta, abans dels funerals.
La pròtesi formava part integral del ritual funerari grec, si més no des del segle viii abans de la nostra era. En aquest cas, després de rentat i vestit per dones, el cos era col·locat en un llit denominat clini (en grec: κλίνη) i se li cobria amb un mantell denominat fàros (en grec: φάρος pharos). El difunt era plorat per parents i ploramorts.
Com una evidència indirecta de la importància d'aquest acte, s'han trobat escenes de pròtesis amb klinai funeraris en tombes del segle viii ae, en particular, en representacions ceràmiques geomètriques, i això indica la gran importància d'aquest ritual. Gairebé alhora o una mica més tard, en les epopeies homèriques també es descriu la pròtesi com a part integral de les cerimònies funeràries dels grans herois grecs.
Un dels temes preferits en els relleus de plaques de terracota que cobrien les tombes rectangulars de l'Àtica de la fi del  ae és la pròtesi, en què destaquen les ploramorts estirant-se dels cabells al costat dels s fèretres.
El seu nom és esmentat per primera vegada en una inscripció del segle VI ae. L'esment pròpiament literari més antic es troba en Plató. Tanmateix, ja n'hi ha descripcions d'escenes de pròtesis en Homer.
Una llei de Soló limità la pròtesi a Atenes a la casa i havia de durar solament un dia.